# سيمون إيفانز
سيمون إيفانز (بالإنجليزية: Simon Evans)‏ هو سائق سباق نيوزلندي، ولد في 12 نوفمبر 1990.

## وصلات خارجية
- الموقع الرسمي
- سيمون إيفانز على موقع DriverDB.com (الإنجليزية)